# Adenophora ningxianica
Adenophora ningxianica är en klockväxtart som beskrevs av S.Ge och Hong De-Yuan. Adenophora ningxianica ingår i släktet kragklockor, och familjen klockväxter. Inga underarter finns listade i Catalogue of Life.